# Scyllarides
Scyllarides is een geslacht van kreeftachtigen uit de familie van de Scyllaridae.

## Soorten
- Scyllarides aequinoctialis (Lund, 1793)
- Scyllarides astori Holthuis, 1960
- Scyllarides brasiliensis Rathbun, 1906
- Scyllarides deceptor Holthuis, 1963
- Scyllarides delfosi Holthuis, 1960
- Scyllarides elisabethae (Ortmann, 1894)
- Scyllarides haanii (De Haan, 1841)
- Scyllarides herklotsii (Herklots, 1851)
- Scyllarides latus (Latreille, 1802)
- Scyllarides nodifer (Stimpson, 1866)
- Scyllarides obtusus Holthuis, 1993
- Scyllarides roggeveeni Holthuis, 1967
- Scyllarides squammosus (H. Milne-Edwards, 1837)
- Scyllarides tridacnophaga Holthuis, 1967